# Neobrachychilus consobrinus
Neobrachychilus consobrinus är en skalbaggsart som först beskrevs av Lane 1939.  Neobrachychilus consobrinus ingår i släktet Neobrachychilus och familjen långhorningar. Inga underarter finns listade i Catalogue of Life.